# Lepidotheca cervicornis
Lepidotheca cervicornis är en nässeldjursart som först beskrevs av Hjalmar Broch 1942.  Lepidotheca cervicornis ingår i släktet Lepidotheca och familjen Stylasteridae. Inga underarter finns listade i Catalogue of Life.